# Aikikai
Aikikai là hệ phái ban đầu của Aikido. Nó là trung tâm của Quỹ Aikikai ở Nhật Bản, và người đi đầu của nó là Doshu (người thừa kế trong gia đình của người sáng lập Aikido). Nó được đại diện trên toàn cầu thông qua Liên đoàn Aikido Quốc tế.

## Quỹ Aikikai
Quỹ Aikikai (財団法人合気会 (Tài đoàn Pháp nhân Hợp khí hội) Zaidan Hōjin Aikikai) là tổ chức đầu tiên về aikido được thành lập. Nó đã là một thực thể kết hợp tại Nhật Bản kể từ năm 1940. Nó được đứng đầu bởi doshu, người kế nhiệm còn sống của người sáng lập aikido. Trong tên gọi của nó, Kai (会, hội) mang nghĩa đơn giản là hội đồng, hội nghị hoặc câu lạc bộ.

Một logo của Quỹ Aikikai

Quỹ Aikikai điều hành Hombu dojo, được đặt ở Tokyo, cũng được đặt tên là Tổng đàn Aikido Thế giới (Aikido World Headquarters). Võ đường này đôi khi được gọi là Aikikai Hombu để phân biệt nó với trụ sở của các tổ chức aikido sau đó. Thuật ngữ "Hombu" đôi khi có thể được sử dụng một cách thoải mái để đề cập tới những người hướng dẫn có cấp bậc cao tại Hombu dojo, hoặc đề cập tới bản thân Quỹ Aikikai.
Quỹ Aikikai hiện cũng đang quản lý một võ đường vệ tinh, võ đường lịch sử Iwama dojo tại Ibaraki (khoảng 100 km về phía đông bắc Tokyo).
Quỹ Aikikai gửi những người hướng dẫn tới khắp Nhật Bản trên cơ sở liên tục. Nó cũng phụ trách việc cấp giấy chứng nhận đẳng cấp và các danh hiệu cho người hướng dẫn một cách hợp pháp bởi Doshu trên toàn thế giới.

## Doshu
Doshu (道主 (đạo chủ) Dōshu) dịch ra nghĩa là 'Bậc thầy của đạo'. Đó là danh hiệu để chỉ người đứng đầu Aikikai. Mặc dù thuật ngữ tương tự có thể được sử dụng như một danh hiệu trong các nguyên tắc khác, tại Nhật, ý nghĩa phổ biến nhất của nó là để sử dụng cụ thể cho Quỹ Aikikai.
Hệ thống có người thừa kế của một hệ phái võ thuật là con trai của người đứng đầu trước đó (có thể do tự nhiên hoặc được thừa nhận sự kế vị) là thường thấy trong koryū (các hệ phái truyền thống) và những người thừa kế như thế thường được gọi là iemoto. Các môn võ thuật khác thường sử dụng danh hiệu Sōke cho người đứng đầu.
- Người sáng lập (Kaiso (開祖 (khai tổ)?)) Ueshiba Morihei (1883-1969) đã bắt đầu nghệ thuật Aikido. Như vậy ông cũng là doshu đầu tiên, nhưng thường được gọi là O-sensei (đại tiên sinh).
- Đệ nhị Doshu (二代道主) Ueshiba Kisshomaru (1921–1999) đã đảm nhận vai trò doshu vào năm 1969 sau cái chết của cha ông, Ueshiba Morihei. Kisshomaru là người đầu tiên trong aikido được gọi là Doshu. Người kế vị ông là con trai Moriteru.
- Đệ tam Doshu (三代道主) Ueshiba Moriteru (sinh 1951) là doshu hiện tại. Ông là cháu nội của người sáng lập aikido và đảm nhiệm danh hiệu doshu vào năm 1999.[4]

Moriteru dự kiến sẽ được kế vị bởi con trai, Ueshiba Mitsuteru (sinh 1981), người hiện đang được gọi là "Waka (若) Sensei" (Nhược tiên sinh).

## Hombu dojo

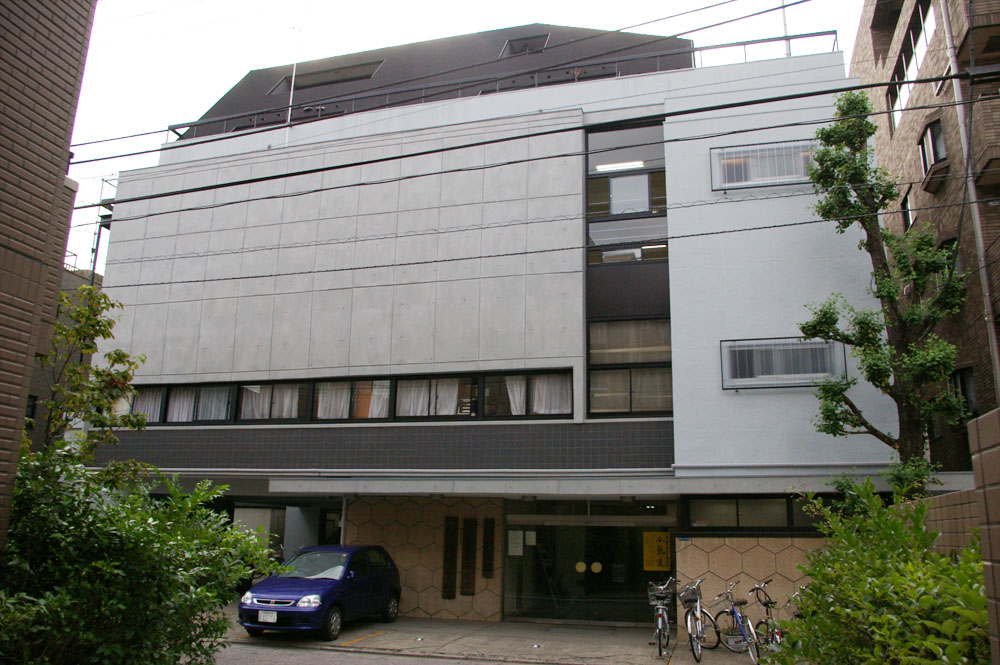
Aikikai Hombu Dojo

Hombu dojo ở Tokyo là trụ sở của Aikikai.
Hombu dojo có tên gọi chính thức là Tổng đàn Aikido Thế giới, và được điều hành hoàn toàn bởi Quỹ Aikikai. Nó đôi khi được gọi là Aikikai Hombu để phân biệt nó với trụ sở của các tổ chức aikido sau đó. Hombu (本部 (bản bộ) honbu) là một từ thông dụng có nghĩa là "trụ sở chính".
Hombu dojo có khoảng 30 người hướng dẫn, và hầu hết là shihan. Những người hướng dẫn bao gồm Doshu và Tada Hiroshi 9-dan.
Vị trí của võ đường Hombu dojo ở Wakamatsu-cho, Shinjuku, Tokyo, Nhật Bản. (Vị trí này trước kia là thuộc quận Ushigome của Shinjuku.)
Võ đường được thành lập vào tháng 4 năm 1931 bởi người sáng lập Aikido. Ban đầu nó được đặt tên là Kobukan Dōjō (皇武館道場, hoàng vũ quán đạo tràng) nhưng được gọi là "Hombu Dōjō" sau Chiến tranh thế giới thứ hai.

Năm 1967, cấu trúc bằng gỗ đơn tầng nguyên gốc đã được thay thế bằng một tòa nhà hiện đại năm tầng. Việc đào tạo diễn ra trong ba phòng với tổng số khoảng 250 thảm tatami trong khu vực. Khu vực đào tạo chính có 105 tấm thảm (170m²). Hai khu vực đào tạo khác, bao gồm 72 và 42 thảm tatami, thường được sử dụng cho các lớp học dành cho người mới bắt đầu, lớp trẻ em, lớp phụ nữ, hoặc các khoá học "học thuật" (Gakko) với kì hạn và ghi danh cố định.
Các lớp học được tổ chức bảy ngày một tuần. Các lớp học dành cho người mới bắt đầu và lớp định kì đều mở cho tất cả các học viên Aikido đang là thành viên/đang trong quá trình trở thành thành viên của Aikikai.

## Hệ phái aikido của Aikikai
Ở Nhật Bản, có khoảng 1800 địa điểm đào tạo khác liên kết với Hombu. Những địa điểm này được hợp nhất tại Liên đoàn Aikido toàn Nhật Bản.

Ở nước ngoài, có khoảng 100 tổ chức aikido nước ngoài được công nhận bởi Hombu. Đây là những tổ chức aikido mang danh quốc gia đại diện cho nhiều dojo và nhiều học viên. Những việc phân hạng cho học viên trong những tổ chức này được quy định thành điều lệ cụ thể bởi Hombu. (Hombu có các thủ tục kiểm tra và tiến cử của các cấp bậc aikido và các danh hiệu của người hướng dẫn, và điều này một cách lý tưởng đảm bảo một mức độ nhất quán quốc tế và ngăn chặn các giảng viên tại địa phương lừa dối về thứ hạng của họ.) Tuy nhiên, không có liên quan đến sự công nhận, tất cả các hội nhóm aikido nước ngoài vẫn giữ sự độc lập về mặt tổ chức với Quỹ Aikikai.
Các võ sinh của võ đường được công nhận trên toàn thế giới được gọi chung là hệ phái aikido của Aikikai, mặc dù "hệ phái" này không phải là một tổ chức chính thức. Những kĩ thuật aikido này có thể được gọi là phong cách Aikikai, mặc dù điều này bao gồm một phạm vi phong cách kỹ thuật đặc trưng rộng hơn so với các hệ phái sau này (và nhỏ hơn) của aikido.

## Liên đoàn Aikido Quốc tế

Logo của Liên đoàn Aikido Quốc tế

Liên đoàn Aikido Quốc tế được thành lập vào năm 1976 để phục vụ như là tổ chức aikido chính mang tính toàn cầu. Nó là một tổ chức kiểm soát trung ương với các tổ chức thành viên từ hơn 40 quốc gia (ví dụ Liên đoàn Aikido toàn Nhật Bản là một thành viên). Tất cả các thành viên phải được công nhận bởi Hombu, vì vậy IAF chỉ đại diện cho hệ phái Aikikai. IAF là một tổ chức dân chủ theo danh nghĩa, nhưng các vai trò đặc biệt được trao cho Doshu và một hội đồng các giảng viên cấp cao, để bảo vệ tính toàn vẹn về "kỹ thuật và luân lý" của aikido. IAF hiện chỉ công nhận một tổ chức thành viên duy nhất cho mỗi quốc gia và trao cho mỗi thành viên đó phiếu bầu bằng nhau (nó được mô phỏng theo UN; không nhất thiết phải cho tất cả các võ sinh của Aikikai sự đại diện như nhau).

## Phong cách aikido của Aikikai
Aikikai không phải là một phong cách của aikido mà thay vào đó bao gồm một sự đa dạng về phong cách kỹ thuật. Điều này liên quan đến những nền tảng rộng lớn của các giảng viên thế hệ thứ nhất, những người từng có các cách giải thích riêng về nghệ thuật và những ảnh hưởng khác. Dù sao đi nữa, Aikikai thường được mô tả như là một phong cách để so sánh với các tổ chức aikido tách biệt. Aikikai được mô tả như là phong cách truyền thống nhất; Aikikai đã ở lại trung thành với nhà Ueshiba và đôi khi được gọi là Ueshiba Aikido. Nó đã giữ lại nhiều khía cạnh mà Ueshiba Morihei coi trọng, chẳng hạn như hệ thống đào tạo không cạnh tranh (đối lập với sự phát triển của Tomiki). Những diễn giải tâm linh không được nhấn mạnh trong Ki Society.
Phong cách riêng của Ueshiba Morihei đã phát triển đáng kể trong suốt cuộc đời của ông. Các kĩ thuật aikibudo trước chiến tranh được Ueshiba Morihei giảng dạy nói chung gần gũi hơn với aikijujutsu, trong khi kĩ thuật nương theo chuyển động đã được nhấn mạnh nhiều hơn khi ông giả đi, và điều này được phản ánh trong kĩ thuật aikido của những người đã học ở các thời kỳ khác nhau.
Abe Seiseki nói, 
"Càng về sau, Aikido [mà O-Sensei] thực hành trong những năm sau này của ông, kể cả những cô gái trẻ, người già và trẻ nhỏ đều có thể làm được [các kĩ thuật này]. Đó là một sự khác biệt lớn. Tôi cho rằng bạn có thể nói rằng đó là một sự khác biệt trong mức độ mãnh liệt hoặc nghiêm khắc của việc tập luyện. Trước chiến tranh, nó là các kĩ thuật mang tính mãnh liệt và mạnh mẽ, đối lập với các (dạng) kĩ thuật làm cho đối tác trở nên hăng hái như chúng ta hiện nay."
Chiba Kazuo đã ngụ ý rằng phong cách đào tạo ở Hombu tập trung ít hơn vào sự khắt khe về thể chất do đặc điểm nhân khẩu học của nó: 
"Một phần lớn thành viên của Iwama Dojo bao gồm những nông dân địa phương, những người làm việc chăm chỉ cả ngày trên cánh đồng. Họ có xương cốt dày dặn và sức mạnh thể chất tuyệt vời, kết hợp với một đặc tính địa phương dị thường gọi là "Mito kishitsu," một dạng sức mạnh đàn ông gần gũi với sự can đảm.
Một cách đại khái, nó hoàn toàn là một văn hoá đối lập với Hombu Dojo ở Tokyo. Vì đó là thủ đô của Nhật Bản, thành viên của Hombu bao gồm những người lao động văn phòng, trí thức, doanh nhân, chính trị gia và sinh viên đại học."
Phong cách này được các nhà nghiên cứu aikido lưu ý liên kết với các phong cách khác mà nhiều giáo viên cao cấp của Aikikai đã dành ít thời gian tập luyện dưới thời Ueshiba Morihei, và rằng Kisshomaru Ueshiba và Tohei Koichi phần lớn chịu trách nhiệm cho chương trình đào tạo của Aikikai. Kết quả là, người ta đã lập luận rằng những lời dạy của Aikikai bắt nguồn từ những lời dạy của Doshu đầu tiên, Kisshomaru, và rằng võ thuật được truyền bá bởi Aikikai khác với những gì được dạy bởi Ueshiba Morihei.